# Håkan Jensen
Pour les articles homonymes, voir Jensen.
Håkan Jensen (né le 12 juillet 1961 à Västerås,) est un coureur cycliste suédois, actif dans les années 1970 et 1980.

## Biographie
En 1982, Håkan Jensen se distingue en remportant plusieurs courses bretonnes, sous les couleurs de l'UC Cesson-Sévigné. Il passe ensuite professionnel en 1983 au sein de l'équipe Coop-Mercier-Mavic. Son meilleur résultat est une deuxième place au Tour de Vendée. 

## Palmarès
- 1979
  - Champion des Pays nordiques du contre-la-montre par équipes juniors[n 2]
  - 2e du championnat des Pays nordiques sur route juniors
  -  Médaillé d'argent du championnat du monde du contre-la-montre par équipes juniors
- 1982
  - Flèche de Locminé
  - Tour d'Émeraude
  - Prix de la Saint-Laurent
  - 2e du Chrono des Herbiers
  - 3e de Redon-Redon
- 1983
  - 2e du Tour de Vendée